# Herb gminy Chmielno
Herb gminy Chmielno – symbol gminy Chmielno, ustanowiony 30 marca 1993.

## Wygląd i symbolika
Herb gminy ma kształt tarczy herbowej koloru niebieskiego i seledynowego (symbol jezior gminnych). W jego centralnej części umieszczono rysunek kościoła w Chmielnie. Stoi on na rysunku rybiej łuski, będącym symbolem obfitości oraz elementów ceramiki neclowej. Po obu stronach kościoła znajdują się dwie gałązki chmielu, nawiązującym do nazwy wsi i przyrody. W górnej części herbu umieszczono czarny napis „CHMIELNO”. Całość jest otoczona czarną bordiurą. 